# Club Deportivo San Antonio Bulo Bulo
Actualités
Le Club Deportivo San Antonio Bulo Bulo, plus communément appelé San Antonio Bulo Bulo, est un club bolivien de football, basé dans la ville de Entre Ríos. Il participe au championnat bolivien de première division.

## Histoire
Fondé en 1962, le club termine champion de la troisième division en 2021 et accède à la Copa Simón Bolívar, le tournoi de promotion pour la première division où il atteint les quarts de finale. En 2023, le club dispute de nouveau la Copa Simón Bolívar où il atteint la finale, battu par le Club Gualberto Villarroel aux tirs au but. Néanmoins la place de finaliste permet à San Antonio Bulo Bulo de disputer les barrages de promotion contre le club de première division du FC Libertad Gran Mamoré, après égalité sur les deux rencontres San Antonio remporte les tirs au but et accède pour la première fois en Division Profesional.
En 2024, le club créé la surprise en remportant le tournoi d'ouverture du championnat ce qui le qualifie pour la finale nationale et lui assure une place en Copa Libertadores 2025. Lors du tournoi de clôture le club termine à la 13e place sur 18 et sera battu en finale nationale par le Club Bolívar (0-2), le club le plus titré de Bolivie.

## Palmarès
- Championnat de Bolivie
  - Vainqueur du tournoi d'ouverture : 2024
- Copa Simon Bolivar :
  - Finaliste : 2023